# HK Czełny
HK Czełny (ros. ХК Челны) – rosyjski klub hokeja na lodzie z siedzibą w Nabierieżnych Czełnach.

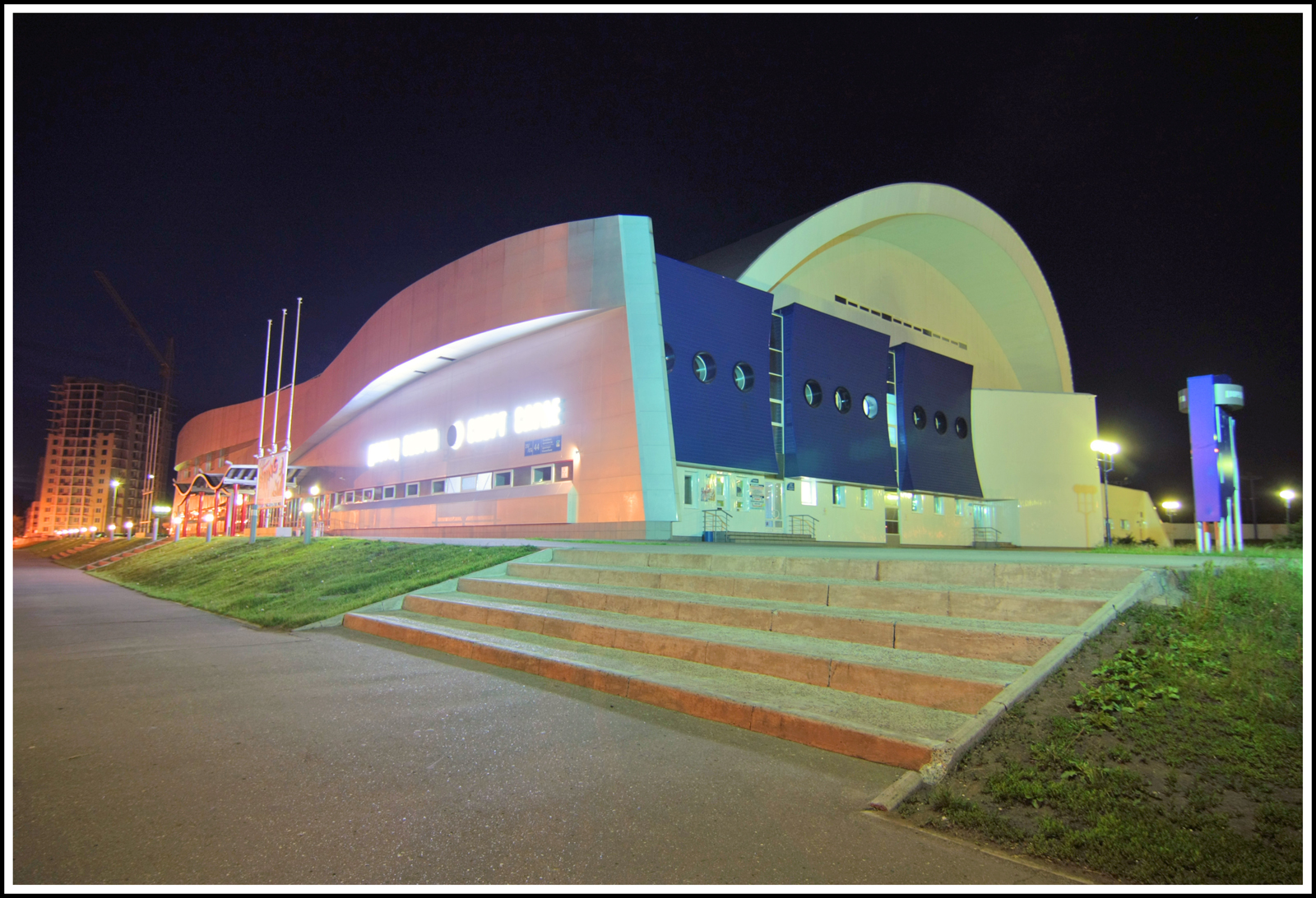
Lodowisko klubu

## Historia
Klub został założony w 2004, zaś tradycje hokejowe w mieście sięgają lat 70. XX wieku, gdy powstał klub KAMAZ Nabierieżnyje Czełny. W latach 2004–2011 drużyna grała w trzeciej lidze rosyjskiej w grupie Powołże. Po przemianowaniu rozgrywek w sezonie 2011/2012 Czełny grały w Rossijskaja Chokkiejnaja Liga (RHL) w grupie Zachód. W 2012 drużyna Czełny została przyjęta do juniorskich rozgrywek Młodzieżowej Hokejowej Ligi B. Następnie drużyna grała w wyższych rozgrywkach Młodzieżowej Hokejowej Ligi edycji MHL (2013/2014), MHL (2014/2015). W sezonie 2015/2016 Czełny ponownie grały w MHL-B i zajęły czwarte miejsce. W 2016 zespół został przyjęty do seniorskich rozgrywek trzeciej rosyjskiej klasy rozgrywkowej, określonej jako Mistrzostwa Wyższej Hokejowej Ligi (WHL-B).
W maju 2023 ogłoszono, że rozgrywki przestały istnieć. Przed edycją 2023/2024 HK Czełny przyjęto do WHL.

## Sukcesy
- Czwarte miejsce w MHL-B: 2016
- Pierwsze miejsce w sezonie zasadniczym WHL-B: 2020[10]
- Złoty medal WHL-B: 2020 (uznaniowo)[11]
- Brązowy medal WHL-B: 2023